# El Salvador en los Juegos Olímpicos de la Juventud 2014
El Salvador participa en los Juegos Olímpicos de la Juventud 2014 en Nankín, China. La delegación de El Salvador está compuesta por 8 deportistas que compiten en 5 deportes.

## Medallas
| Medalla           | Nombre         | Deporte    | Evento                 | Fecha        |
| ----------------- | -------------- | ---------- | ---------------------- | ------------ |
| Medalla de plata  | Marcelo Acosta | Natación   | 400 m libres masculino | 17 de agosto |
| Medalla de bronce | Sabrina Rivera | Equitación | Salto por equipos      | 20 de agosto |

## Deportistas
El Salvador cuenta con la participación de 8 deportistas en 5 disciplinas.
| Disciplina | Hombres | Mujeres | Total |
| Equitación | 0       | 1       | 1     |
| Lucha      | 0       | 1       | 1     |
| Natación   | 1       | 2       | 3     |
| Remo       | 1       | 0       | 1     |
| Triatlón   | 1       | 1       | 2     |
| Total      | 3       | 5       | 8     |

## Lucha
- Eventos masculinos - 1 atleta

## Natación
Masculino
| Atleta         | Evento           | Preliminar | Preliminar | Final     | Final            |
| Atleta         | Evento           | Tiempo     | Posición   | Tiempo    | Posición         |
| -------------- | ---------------- | ---------- | ---------- | --------- | ---------------- |
| Marcelo Acosta | 200 metros libre | 1:52,50    | 17.°       | No avanzó | No avanzó        |
| Marcelo Acosta | 400 metros libre | 3:53,14    | 3.°        | 3:51,32   | Medalla de plata |
| Marcelo Acosta | 800 metros libre | —          | —          |           |                  |

Femenino
| Atleta           | Evento             | Preliminar | Preliminar | Semifinal | Semifinal | Final     | Final     |
| Atleta           | Evento             | Tiempo     | Posición   | Tiempo    | Posición  | Tiempo    | Posición  |
| ---------------- | ------------------ | ---------- | ---------- | --------- | --------- | --------- | --------- |
| Carmen Márquez   | 200 metros espalda | 2:25,70    | 27.°       | —         | —         | No avanzó | No avanzó |
| Carmen Márquez   | 50 metros mariposa | 28,62      | 23.°       | No avanzó | No avanzó | No avanzó | No avanzó |
| Rebeca Quinteros | 400 metros libre   |            |            |           |           |           |           |
| Rebeca Quinteros | 800 metros libre   | —          | —          | —         | —         | 9:23,43   | 23.°      |

## Remo
Eventos masculinos
| Atleta            | Evento            | Preliminar | Preliminar | Repechaje | Repechaje | Semifinal | Semifinal | Final   | Final    |
| Atleta            | Evento            | Tiempo     | Posición   | Tiempo    | Posición  | Tiempo    | Posición  | Tiempo  | Posición |
| ----------------- | ----------------- | ---------- | ---------- | --------- | --------- | --------- | --------- | ------- | -------- |
| Juan Carlos Elías | Sculls individual | 3:50.49    | 6.°        | 3:45.04   | 5.°Q C/D  | 3:45.69   | 5.°Q D    | 3:50.31 | 5.°      |

## Triatlón
| Atleta                    | Evento    | Natación (750 m) | Trans 1 | Bicicleta (20 km) | Trans 2 | Corrida (5 km) | Total   | Lugar |
| ------------------------- | --------- | ---------------- | ------- | ----------------- | ------- | -------------- | ------- | ----- |
| Bryan Mendoza Ramos       | Masculino | 10:29            | 43      | 31:01             | 25      | 17:36          | 1:00:14 | 24.°  |
| Giovanna González Miranda | Femenino  | 10:54            | 52      | 32:54             | 27      | 20:23          | 1:05:30 | 21.°  |